# Elephas maximus asurus
Elephas maximus asurus is een uitgestorven ondersoort van de Aziatische olifant (Elephas maximus). Deze ondersoort ontstond ongeveer 3 miljoen jaar geleden en stierf vermoedelijk ongeveer 100 jaar voor het begin van onze jaartelling uit.